# Problemas ambientais

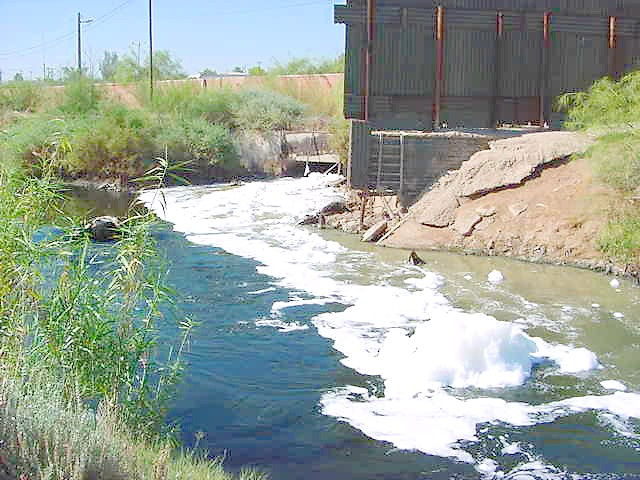
A poluição da água é uma questão ambiental que afeta muitos corpos d'água. Esta fotografia mostra espuma no Rio Novo quando entra nos Estados Unidos vindo do México.

Questões ambientais são perturbações no funcionamento usual dos ecossistemas. Além disso, essas questões podem ser causadas pelos humanos (impacto humano no meio ambiente) ou podem ser naturais. Essas questões são consideradas sérias quando o ecossistema não consegue se recuperar na situação atual, e catastróficas se for projetado que o ecossistema certamente entrará em colapso.
A proteção ambiental é a prática de proteger o meio ambiente natural em nível individual, organizacional ou governamental, em benefício tanto do meio ambiente quanto dos seres humanos. O ambientalismo é um movimento social e movimento ambientalista que aborda questões ambientais por meio de defesa, legislação, educação e ativismo.
A destruição ambiental causada pelos humanos é um problema global contínuo. A poluição da água também causa problemas à vida marinha. A maioria dos estudiosos pensa que a população mundial de pico global projetada de entre 9 e 10 bilhões de pessoas poderia viver de forma sustentável dentro dos ecossistemas da Terra se a sociedade humana trabalhasse para viver sustentavelmente dentro de limites planetários. A maior parte dos impactos ambientais é causada pelo consumo excessivo de bens industriais pelas populações mais ricas do mundo. O Programa Ambiental da ONU, em seu relatório "Fazendo as Pazes com a Natureza" em 2021, constatou que abordar crises planetárias fundamentais, como poluição, mudanças climáticas e perda de biodiversidade, era alcançável se as partes trabalhassem para abordar as Objetivos de Desenvolvimento Sustentável.

## Tipos
As principais questões ambientais atuais podem incluir mudança climática, poluição, degradação ambiental e esgotamento de recursos. O movimento conservacionista faz lobby pela proteção de espécies ameaçadas e pela proteção de áreas ecologicamente valiosas, alimentos transgênicos e aquecimento global. O sistema da ONU adotou estruturas internacionais para questões ambientais em três questões-chave, que foram codificadas como as "crises tripulares planetárias": mudança climática, poluição e perda de biodiversidade.

## Impacto humano
Antropia (do grego ἄνθρωπος, transliterado anthropos = "ser humano" + ia = suf. subst.) é a ciência que estuda a chamada antropização, ou seja, ação do ser humano sobre o meio ambiente, tanto o biótopo como a biomassa. Também pode ser a ação, o ato ou o resultado da atuação humana sobre a natureza, com intencionalidade de modificação, independentemente do juízo de valor que se lhe (à modificação da natureza) atribua.

### Degradação
Degradação ambiental é a deterioração do meio ambiente através do esgotamento de recursos como ar, água e solo ; a destruição de ecossistemas ; destruição de habitat ; a extinção da vida selvagem ; e poluição . É definido como qualquer alteração ou perturbação do ambiente considerada prejudicial ou indesejável. Conforme indicado pela equação I = PAT, o impacto ambiental (I) ou a degradação são causados pela combinação de uma população humana já muito grande e crescente (P), pelo aumento contínuo do crescimento econômico ou da riqueza per capita (A) e pela aplicação de tecnologia que esgota e polui recursos (T).
A degradação ambiental é uma das dez ameaças oficialmente advertidas pelo Painel de Alto Nível sobre Ameaças, Desafios e Mudanças das Nações Unidas . A Estratégia Internacional das Nações Unidas para Redução de Desastres define degradação ambiental como "a redução da capacidade do meio ambiente de atender aos objetivos e necessidades sociais e ecológicos". A degradação ambiental ocorre em muitos tipos. Quando os habitats naturais são destruídos ou os recursos naturais são esgotados, o ambiente é degradado. Os esforços para combater esse problema incluem proteção ambiental,  gerenciamento de recursos ambientais, reflorestamento entre outros.

### Conflito
O conflito ambiental é um conflito causado pela degradação ambiental no curso da má gestão dos recursos ambientais. Normalmente várias partes estão envolvidas, incluindo defensores do meio ambiente que querem proteger o meio ambiente, e aqueles que querem ou estão a administrar mal o meio ambiente, normalmente a indústria extractiva. A má gestão dos recursos ambientais pode causar o uso excessivo ou extração de um recurso renovável (ou seja, sobrepesca ou desmatamento), causando a sobrecarga na capacidade do meio ambiente de responder à poluição e outros aspectos, ou degradando o espaço vital para os seres humanos e a natureza.

## Ação

### Justiça
A justiça ambiental ou justiça climática é um conceito utilizado para se referir à responsabilidade histórica desigual que países e comunidades têm em relação à crise climática e o peso que carregam em decorrência dela. Partindo da constatação que os países e comunidades mais afetados pela crise climática e mais vulneráveis para enfrentá-la são também os que menos contribuíram para o aquecimento global; o conceito de justiça climática sustenta que países, indústrias, setores da economia e pessoas que se enriqueceram em detrimento do clima, emitindo grandes quantidades de gases de efeito estufa desde o início da industrialização, devem ser responsabilizados e apoiar comunidades a adaptação de comunidades e países vulneráveis. 
Trata-se de um movimento social criado para abordar a exposição injusta de comunidades pobres e marginalizadas a danos associados à extração de recursos, resíduos perigosos e outros usos da terra. O movimento gerou centenas de estudos que estabelecem esse padrão de exposição desigual a danos ambientais, bem como um grande corpo interdisciplinar de literatura de ciências sociais que inclui ecologia política, contribuições para o direito ambiental e teorias sobre justiça e sustentabilidade. O movimento de justiça ambiental começou nos Estados Unidos na década de 1980 e foi fortemente influenciado pelo movimento americano pelos direitos civis.
O movimento global de justiça ambiental surge de conflitos ambientais baseados no local em que os defensores ambientais locais frequentemente confrontam corporações multinacionais na extração de recursos ou outras indústrias. Os resultados locais desses conflitos são cada vez mais influenciados por redes transnacionais de justiça ambiental.

### Lei
Direito ambiental é um ramo do direito, constituindo um conjunto de normas jurídicas e princípios jurídicos voltados à proteção da qualidade do meio ambiente. Para alguns, trata-se de um direito "transversal" ou "horizontal", que tem por base as teorias geopolíticas ou de política ambiental transpostas em leis específicas, pois abrange todos os ramos do direito, estando intimamente relacionado com o direito constitucional, direito administrativo, direito civil, direito penal, direito processual e direito do trabalho.
"Diante da imperiosa necessidade de proteção ao meio ambiente, em face da participação do homem na exploração desenfreada dos bens ambientais fundada na economia crescente e no mercado cada vez mais amplo, diversificado e exigente, construiu-se uma nova ramificação do Direito, o Direito Ambiental, visto que a conservação da natureza e dos recursos naturais fez-se imprescindível para a manutenção e permanência do homem no planeta, sendo que, o homem é suscetível a todos os impactos provenientes de um ecossistema desequilibrado e deficiente."

### Avaliação
A Avaliação de Impacto Ambiental (ou AIA), é um instrumento preventivo usado nas políticas de ambiente e gestão ambiental com o intuito de assegurar que um determinado projeto passível de causar danos ambientais seja analisado de acordo com os prováveis impactos no meio ambiente, e que esses mesmos impactos sejam analisados e tomados em consideração ao seu processo de aprovação.

### Movimento
O ambientalismo, movimento ecológico ou movimento verde consiste em um heterogêneo feixe de correntes de pensamento e movimentos sociais que têm na defesa do meio ambiente sua principal preocupação, reivindicando medidas de proteção ambiental e sobretudo uma ampla mudança nos hábitos e valores da sociedade de modo a estabelecer um paradigma de vida sustentável.
Embora na Antiguidade ocidental fossem registradas algumas preocupações no sentido de proteger a natureza, e algumas antigas tradições aborígenes e religiosas de outras partes do mundo também dessem atenção a ela e mesmo a entendessem como sagrada, pouco valeram para que se desenvolvesse uma consciência ecológica em larga escala, capaz de impedir a destruição dos recursos naturais, da vida selvagem e dos seus habitats. Nos séculos seguintes, em vários momentos e lugares, surgiram defensores do meio ambiente, mas somente a partir de meados do século XVIII, com o advento do Iluminismo e o acontecimento da Revolução Industrial, o ambientalismo começou a evoluir com maior consistência, quando os cientistas e pensadores passaram a analisar seriamente os efeitos deletérios da ação humana sobre a natureza e os efeitos dessa ação sobre o próprio homem que a causou. Começaram a ser criadas áreas protegidas e legislação específica, e importantes mudanças aconteceram.
Contudo, o ambientalismo teve de esperar o fim das grandes guerras mundiais para emergir como uma tendência influente e como um campo de estudos específico, diante da constatação de que o modelo de desenvolvimento global em vigor, baseado numa perspectiva de crescimento contínuo, na manipulação tecnológica da natureza e numa visão de que os recursos naturais são inesgotáveis e existem basicamente para o benefício humano, a esta altura já haviam causado uma destruição ambiental sem precedentes na história da humanidade, pondo em risco até mesmo a futura sobrevivência da espécie humana.
Rapidamente o movimento ganhou grande espaço nas mídias e desde então vem obtendo resultados importantes, atraindo uma enorme quantidade de outros campos do saber para o debate e a pesquisa ambiental, considerando todas as esferas da sociedade diretamente implicadas e corresponsáveis tanto pelos problemas como pelas soluções que devem ser encontradas, e ambicionando o desenvolvimento de uma visão integrada e de um manejo racional, respeitoso e responsável da vida sobre a Terra. O nível de conscientização popular e de envolvimento acadêmico e institucional nunca foi tão alto, mas ao questionarem o atual modelo de civilização os ambientalistas atraíram uma sonora e poderosa legião de críticos comprometidos com o status quo e outro tanto de céticos. Muitas vezes os embates foram violentos e houve retrocessos dramáticos.

### Organizações
As questões ambientais são abordadas em nível regional, nacional ou internacional por organizações governamentais.
A maior agência internacional, criada em 1972, é o Programa das Nações Unidas para o Meio Ambiente. A União Internacional para a Conservação da Natureza reúne organizações governamentais de 83 estados, 108 agências governamentais, 766 organizações não governamentais e 81 organizações internacionais e cerca de 10.000 especialistas e cientistas de países do mundo inteiro. Organizações não governamentais internacionais incluem Greenpeace, Amigos da Terra e World Wide Fund for Nature. Os governos promulgam política ambiental e fazem cumprir a lei ambiental e isso é feito em diferentes graus em todo o mundo.

## Filmes e televisão
Existe um número crescente de filmes sendo produzidos sobre questões ambientais, especialmente sobre mudança climática e aquecimento global. O filme Uma Verdade Inconveniente de Al Gore, de 2006, obteve sucesso comercial e grande destaque na mídia.

### Obras citadas
- Chapin, F. Stuart; Matson, Pamela A.; Vitousek, Peter (2 de setembro de 2011). Princípios da Ecologia de Ecossistemas Terrestres. [S.l.]: Springer Science+Business Media. ISBN 978-1-4419-9504-9. Consultado em 4 de outubro de 2022
- Hawksworth, David L.; Bull, Alan T. (2008). Biodiversidade e Conservação na Europa. [S.l.]: Springer. p. 3390. ISBN 978-1402068645
- Sahney, S.; Benton, M.J.; Ferry, P.A. (2010). «Links entre diversidade taxonômica global, diversidade ecológica e a expansão de vertebrados na terra». Biology Letters. 6 (4): 544–547. PMC 2936204. PMID 20106856. doi:10.1098/rsbl.2009.1024
- Steffen, Will; Sanderson, Regina Angelina; Tyson, Peter D.; Jäger, Jill; Matson, Pamela A.; Moore III, Berrien; Oldfield, Frank; Richardson, Katherine; Schellnhuber, Hans-Joachim (27 de janeiro de 2006). Mudança Global e o Sistema Terra: Um Planeta Sobre Pressão. [S.l.]: Springer Science+Business Media. ISBN 978-3-540-26607-5. Consultado em 4 de outubro de 2022